# Великое (Крым)
Вели́кое  (до 1948 года Алчи́н-Фрайга́н, до 1920-х Алчи́н; укр. Велике, крымскотат. Alçın, Алчын) — село в Сакском районе Крыма (согласно административно-территориальному делению Украины входит в Суворовский сельский совет Автономной Республики Крым, согласно административно-территориальному делению РФ — в Суворовском сельском поселении Республики Крым).

## Современное состояние
На 2016 год в Великом 19 улиц и переулок; на 2009 год, по данным сельсовета, село занимало площадь 38,2 гектара, на которой в 154 дворах числилось 394 жителя, действуют библиотека, фельдшерско-акушерский пункт. Село связано автобусным сообщением с Евпаторией и соседними населёнными пунктами.

## География
Великое — село в центральной части района, в степном Крыму, высота над уровнем моря — 41 м. Ближайшие населённые пункты — Суворовское в 3,7 км на юг, Колоски в 3,5 км на юго-запад и Известковое в 3 км на север. Расстояние до райцентра около 36 километров (по шоссе), ближайшая железнодорожная станция — Евпатория — около 15 километров (по шоссе). Транспортное сообщение осуществляется по региональной автодороге 35Н-022 Славянское — Евпатория (по украинской классификации С-0-11103).

## История
Первое документальное упоминание села встречается в Камеральном Описании Крыма… 1784 года, судя по которому, в последний период Крымского ханства Алеин входил в Козловский кадылык Козловского каймаканства. После присоединения Крыма к России (8) 19 апреля 1783 года, (8) 19 февраля 1784 года, именным указом Екатерины II сенату, на территории бывшего Крымского Ханства была образована Таврическая область и деревня была приписана к Евпаторийскому уезду. После Павловских реформ, с 1796 по 1802 год, входила в Акмечетский уезд Новороссийской губернии. По новому административному делению, после создания 8 (20) октября 1802 года Таврической губернии, Алчин был включён в состав Кудайгульской волости Евпаторийского уезда.
По Ведомости о волостях и селениях, в Евпаторийском уезде с показанием числа дворов и душ… от 19 апреля 1806 года в деревне Алчин числилось 8 дворов, 35 крымский татар и 24 цыгана. На военно-топографической карте генерал-майора Мухина 1817 года деревня Алчин обозначена с 9 дворами. После реформы волостного деления 1829 года Алчин, согласно «Ведомости о казённых волостях Таврической губернии 1829 года», остался в составе Кудайгульской волости. Затем, видимо, вследствие эмиграции крымских татар в Турцию, а на карте 1842 года Алчин обозначен условным знаком «малая деревня», то есть, менее 5 дворов.
В 1860-х годах, после земской реформы Александра II, деревню приписали к Чотайской волости. В «Списке населённых мест Таврической губернии по сведениям 1864 года», составленном по результатам VIII ревизии 1864 года, Алчин — владельческая татарская деревня, при балке Ташке, с 5 дворами, 30 жителями и мечетью. По обследованиям профессора А. Н. Козловского 1867 года, вода в колодцах деревни была «хорошая, пресная», а их глубина достигала 20—25 саженей (42—53 м). На трехверстовой карте Шуберта 1865—1876 года в деревне Алчин обозначено уже 20 дворов. В «Памятной книге Таврической губернии 1889 года», по результатам Х ревизии 1887 года, в деревне Алчин числилось 14 дворов и 87 жителей. Согласно «…Памятной книжке Таврической губернии на 1892 год», в деревне Алчин, входившей в Аджи-Тарханский участок, было 20 жителей в 4 домохозяйствах.
Земская реформа 1890-х годов в Евпаторийском уезде прошла после 1892 года, в результате Алчин приписали к Донузлавской волости. По «…Памятной книжке Таврической губернии на 1900 год» в деревне числился 51 житель в 1 дворе. По Статистическому справочнику Таврической губернии. Ч.II-я. Статистический очерк, выпуск пятый Евпаторийский уезд, 1915 год, в имении Алчин (Иллариона Петровича Евтеева) Донузлавской волости Евпаторийского уезда числилось 2 двора с русским населением в количестве 10 человек приписного населения и 37 — «постороннего». Согласно списку 1915 года «…русских подданных из австрийских, венгерских или германских выходцев» землевладельцев, опубликованном в газете «Таврические губернские ведомости» в апреле 1915 года, при деревне Алчин значился Циндлер Август Михайлович, имевший 508 десятин 1325 квадратных саженей земли.
После установления в Крыму Советской власти, по постановлению Крымревкома от 8 января 1921 года № 206 «Об изменении административных границ» была упразднена волостная система и село вошло в состав Евпаторийского района Евпаторийского уезда, а в 1922 году уезды получили название округов. 11 октября 1923 года, согласно постановлению ВЦИК, в административное деление Крымской АССР были внесены изменения, в результате которых округа были отменены и произошло укрупнение районов — территорию округа включили в Евпаторийский район. Согласно Списку населённых пунктов Крымской АССР по Всесоюзной переписи 17 декабря 1926 года, в хуторе Алчин, Болек-Аджинского сельсовета Евпаторийского района, числилось 32 двора, из них 27 крестьянских, население составляло 72 человека, из них 63 еврея, 6 русских, 3 записаны в графе «прочие», действовала русско-еврейская школа. Есть данные, что еврейская артель Заря, на месте хутора, также возникла до переписи 1926 года. На 1941 год село уже носило название Алчин-Фрайган. Вскоре после начала отечественной войны часть еврейского населения Крыма была эвакуирована, из оставшихся под оккупацией большинство расстреляны.
После освобождения Крыма от фашистов, 12 августа 1944 года было принято постановление № ГОКО-6372с «О переселении колхозников в районы Крыма» и в сентябре 1944 года в район приехали первые новосёлы (150 семей) из Киевской и Каменец-Подольской областей, а в начале 1950-х годов последовала вторая волна переселенцев из различных областей Украины. С 25 июня 1946 года Алчин-Фрайган в составе Крымской области РСФСР. Указом Президиума Верховного Совета РСФСР от 18 мая 1948 года, Алчин-Фрайган переименовали в Великое. 26 апреля 1954 года Крымская область была передана из состава РСФСР в состав УССР. Время включения в состав Каменоломенского сельсовета пока не установлено: на 15 июня 1960 года село уже числилось в его составе. 1 января 1965 года, указом Президиума ВС УССР «О внесении изменений в административное районирование УССР — по Крымской области», Евпаторийский район был упразднён и село включили в состав Сакского (по другим данным — 11 февраля 1963 года). К 1968 году село передали в состав Суворовского сельского совета. С 12 февраля 1991 года село в восстановленной Крымской АССР, 26 февраля 1992 года переименованной в Автономную Республику Крым. С 21 марта 2014 года в составе Крыма аннексировано Россией.

## Население
| 2001 | 2014 |
| ---- | ---- |
| 423  | ↗438 |

Всеукраинская перепись 2001 года показала следующее распределение по носителям языка
| Язык             | Процент |
| ---------------- | ------- |
| русский          | 77.3    |
| украинский       | 10.17   |
| крымскотатарский | 10.17   |
| другие           | 1.66    |

### Динамика численности
| - 1806 год — 59 чел. - 1864 год — 30 чел. - 1889 год — 87 чел. - 1892 год — 20 чел. - 1900 год — 51 чел. | - 1915 год — 10 чел. - 1926 год — 72 чел. - 2001 год — 423 чел. - 2009 год — 394 чел. - 2014 год — 438 чел. |